# 楊永寧
楊永寧，字地一，號坤元，晚號起齋，山西承宣布政使司平陽府聞喜縣（今山西省聞喜縣）人，清朝政治人物、同進士出身。

## 生平
明崇祯十二年（1639年）己卯科山西乡试第三十一名举人。清順治九年（1652年）壬辰科進士，改庶吉士，授翰林院檢討。順治十四年，任國子監司業。順治十六年，升任翰林院侍講學士。順治十八年，任武會試正考官。康熙六年，任光祿寺卿。康熙九年，任太常寺卿、宗人府府丞。康熙十年，任都察院左副都御史、兵部右侍郎。康熙十二年，任兵部左侍郎、康熙十八年，任吏部左侍郎。

## 家族
祖父楊喬，父楊聯。